# Al-Khor
Al-Khor Sports Club is een voetbalclub uit Khor in Qatar.
De club werd opgericht in 1961 en speelt haar thuiswedstrijden in de Qatari League in het Al-Khawr Stadion (capaciteit 20.000).

## Erelijst
- Qatar Crown Prince Cup

2005
- Qatar Sheikh Jassem Cup

2002